# Alemanya al Festival de la Cançó d'Eurovisió
Alemanya és l'únic país que ha participat en tots els Festivals de la Cançó d'Eurovisió des dels seus inicis en 1956. Cal destacar que només en 1996 no va estar en la final, però sí en la ronda preclassificatòria (semifinal no televisada), amb Leon i la cançó Blauer Planet (24è i 24 punts). És l'Estat que ha tingut més representacions en tota la història del festival.
Tot i que els participants alemanys han tingut èxit limitat (Alemanya només ha guanyat el festival dues vegades), l'interès públic es manté alt i el festival és un dels esdeveniments més vistos de l'any. La semifinal del Festival de la Cançó d'Eurovisió és transmesa per la NDR i la final, per l'ARD. En els anys recents, Alemanya ha destacat per la seva adopció d'estils musicals no tan típics com els que s'associen normalment amb Eurovisió; com el country (2006), el swing (2007) o l'electropop (2011).
En 34 ocasions, Alemanya ha estat en el TOP-10 i només 6 vegades, ha estat última (sense tenir en compte la seva eliminació en la ronda de classificació en 1996).

## Festivals destacats

### Festival d'Eurovisió de 1982
La primera guanyadora alemanya del Festival fou l'estrella adolescent Nicole Hohloch, que va interpretar la cançó Ein bißchen Frieden, escrita per Ralph Siegel. La cançó es va mantenir en el número 1 de la Llista de Popularitat alemanya cinc setmanes i va romandre entre les deu cançons més populars setze setmanes més. El festival se celebrà al Regne Unit i Nicole hi va guanyar amb 161 punts, un marge de 61 punts per damunt del segon participant, d'Avi Toledano (Israel). Siegel ha escrit 12 de les cançons interpretades per cantants alemanys.

### Festival d'Eurovisió de 1996
El 1996 fou l'únic any en què Alemanya no va participar en la final del Festival (sí en la ronda preclassificatòria). A causa de la gran quantitat de participants en 1996, s'hagué de realitzar una preselecció per part de l'organització sobre la qualitat dels temes de cada país. A pesar que no es tenen dades oficials sobre la seva realització, Alemanya quedà amb 24 punts, a 3 de l'última classificada (Finlàndia, de manera que no pogué participar en la Gran Final. El seu tema era «Blauer Planet», interpretat prr Leon.

### Festival d'Eurovisió de 1998
El punt més elevat del festival a Alemanya pot haver estat l'edició de 1998. Guildo Horn va començar la seva campanya per ser nominat com un cantant controvertit pel seu estil. Va ser criticat per la seva falta de serietat i la seva imatge. No obstant això, l'opinió pública aviat va canviar i Horn va guanyar la preselecció alemanya amb més del 60% dels vots. Mentre s'apropava el moment d'actuar al Festival d'Eurovisió, la "Guido-mania" es va estendre encara més a través d'Alemanya i l'esdeveniment va ser material de primera pàgina fins a la data del festival. Horn es va fer destacar també en altres països i la controvèrsia que havia trobat a Alemanya va ressorgir a través d'Europa.
Horn va interpretar junt la seva formació, Orthopädischen Strümpfe, cantant «Guildo hat Euch lieb!», escrita per Stefan Raab. Encara que el setè lloc va ser decebedor per a molts a Alemanya, va ser un ressorgiment per Eurovisió al país i va ser el començament per a quatre finals consecutives entre els primers deu. Des de llavors, Raab ha participat en altres dos Festivals. Dos anys després d'escriure «Guildo Hat Euch Lieb!», hi va aparèixer amb «Wadde Hadde Dudde Dona?», tema humorístic que va interpretar ell mateix. Quatre anys més tard, va escriure la cançó de Max, «Can't Wait Until Tonight».

### Festival d'Eurovisió de 2010: Lena Meyer-Landrut
Alemanya va aconseguir en aquesta edició la seva segona victòria al festival de la mà de la jove Lena Meyer-Landrut amb 246 punts, amb la cançó Satellite.

## Participacions
Llegenda
| Any  | Seu                | Artista                       | Cançó                                       | Final                        | Punts                        | Semifinal                   | Punts                       |
| ---- | ------------------ | ----------------------------- | ------------------------------------------- | ---------------------------- | ---------------------------- | --------------------------- | --------------------------- |
| 1956 | Lugano             | Walter Andreas Schwarz        | «Im Wartesaal zum großen Glück»             | No es van publicar resultats | No es van publicar resultats | No va haver-hi semifinals   | No va haver-hi semifinals   |
| 1956 | Lugano             | Freddy Quinn                  | «So geht das jede Nacht»                    | No es van publicar resultats | No es van publicar resultats | No va haver-hi semifinals   | No va haver-hi semifinals   |
| 1957 | Frankfurt del Main | Margot Hielscher              | «Telefon, Telefon»                          | 4                            | 8                            | No va haver-hi semifinals   | No va haver-hi semifinals   |
| 1958 | Hilversum          | Margot Hielscher              | «Für zwei Groschen Musik»                   | 7                            | 5                            | No va haver-hi semifinals   | No va haver-hi semifinals   |
| 1959 | Canes              | Alice & Ellen Kessler         | «Heute Abend wollen wir tanzen geh'n»       | 8                            | 5                            | No va haver-hi semifinals   | No va haver-hi semifinals   |
| 1960 | Londres            | Wyn Hoop                      | «Bonne nuit ma chérie»                      | 4                            | 11                           | No va haver-hi semifinals   | No va haver-hi semifinals   |
| 1961 | Canes              | Lale Andersen                 | «Einmal sehen wir uns wieder»               | 13                           | 3                            | No va haver-hi semifinals   | No va haver-hi semifinals   |
| 1962 | Luxemburg          | Conny Froboess                | «Zwei kleine Italiener»                     | 6                            | 9                            | No va haver-hi semifinals   | No va haver-hi semifinals   |
| 1963 | Londres            | Heidi Brühl                   | «Marcel»                                    | 9                            | 5                            | No va haver-hi semifinals   | No va haver-hi semifinals   |
| 1964 | Copenhaguen        | Nora Nova                     | «Man gewöhnt sich so schnell an das Schöne» | 13                           | 0                            | No va haver-hi semifinals   | No va haver-hi semifinals   |
| 1965 | Nàpols             | Ulla Wiesner                  | «Paradies, wo bist du?»                     | 15                           | 0                            | No va haver-hi semifinals   | No va haver-hi semifinals   |
| 1966 | Luxemburg          | Margot Eskens                 | «Die Zeiger der Uhr»                        | 10                           | 7                            | No va haver-hi semifinals   | No va haver-hi semifinals   |
| 1967 | Viena              | Inge Brück                    | «Anouschka»                                 | 8                            | 7                            | No va haver-hi semifinals   | No va haver-hi semifinals   |
| 1968 | Londres            | Wencke Myhre                  | «Ein Hoch der Liebe»                        | 6                            | 11                           | No va haver-hi semifinals   | No va haver-hi semifinals   |
| 1969 | Madrid             | Siw Malmkvist                 | «Primaballerina»                            | 9                            | 8                            | No va haver-hi semifinals   | No va haver-hi semifinals   |
| 1970 | Amsterdam          | Katja Ebstein                 | «Wunder gibt es immer wieder»               | 3                            | 12                           | No va haver-hi semifinals   | No va haver-hi semifinals   |
| 1971 | Dublín             | Katja Ebstein                 | «Diese Welt»                                | 3                            | 100                          | No va haver-hi semifinals   | No va haver-hi semifinals   |
| 1972 | Edimburg           | Mary Roos                     | «Nur die Liebe läßt uns leben»              | 3                            | 107                          | No va haver-hi semifinals   | No va haver-hi semifinals   |
| 1973 | Luxemburg          | Gitte                         | «Junger Tag»                                | 8                            | 85                           | No va haver-hi semifinals   | No va haver-hi semifinals   |
| 1974 | Brighton           | Cindy & Bert                  | «Die Sommermelodie»                         | 14                           | 3                            | No va haver-hi semifinals   | No va haver-hi semifinals   |
| 1975 | Estocolm           | Joy Fleming                   | «Ein Lied kann eine Brücke sein»            | 17                           | 15                           | No va haver-hi semifinals   | No va haver-hi semifinals   |
| 1976 | La Haia            | Les Humphries Singers         | «Sing Sang Song»                            | 15                           | 12                           | No va haver-hi semifinals   | No va haver-hi semifinals   |
| 1977 | Londres            | Silver Convention             | «Telegram»                                  | 8                            | 55                           | No va haver-hi semifinals   | No va haver-hi semifinals   |
| 1978 | París              | Ireen Sheer                   | «Feuer»                                     | 6                            | 84                           | No va haver-hi semifinals   | No va haver-hi semifinals   |
| 1979 | Jerusalem          | Dschinghis Khan               | «Dschinghis Khan»                           | 4                            | 86                           | No va haver-hi semifinals   | No va haver-hi semifinals   |
| 1980 | La Haia            | Katja Ebstein                 | «Theater»                                   | 2                            | 128                          | No va haver-hi semifinals   | No va haver-hi semifinals   |
| 1981 | Dublín             | Lena Valaitis                 | «Johnny Blue»                               | 2                            | 132                          | No va haver-hi semifinals   | No va haver-hi semifinals   |
| 1982 | Harrogate          | Nicole                        | «Ein bißchen Frieden»                       | 1                            | 161                          | No va haver-hi semifinals   | No va haver-hi semifinals   |
| 1983 | Múnic              | Hoffmann & Hoffmann           | «Rücksicht»                                 | 5                            | 94                           | No va haver-hi semifinals   | No va haver-hi semifinals   |
| 1984 | Luxemburg          | Mary Roos                     | «Aufrecht geh'n»                            | 13                           | 34                           | No va haver-hi semifinals   | No va haver-hi semifinals   |
| 1985 | Göteborg           | Wind                          | «Für alle»                                  | 2                            | 105                          | No va haver-hi semifinals   | No va haver-hi semifinals   |
| 1986 | Bergen             | Ingrid Peters                 | «Über die Brücke geh'n»                     | 8                            | 62                           | No va haver-hi semifinals   | No va haver-hi semifinals   |
| 1987 | Brussel·les        | Wind                          | «Laß die Sonne in dein Herz»                | 2                            | 141                          | No va haver-hi semifinals   | No va haver-hi semifinals   |
| 1988 | Dublín             | Maxi & Chris Garden           | «Lied für einen Freund»                     | 14                           | 48                           | No va haver-hi semifinals   | No va haver-hi semifinals   |
| 1989 | Lausana            | Nino de Angelo                | «Flieger»                                   | 14                           | 46                           | No va haver-hi semifinals   | No va haver-hi semifinals   |
| 1990 | Zagreb             | Chris Kempers & Daniel Kovac  | «Frei zu leben»                             | 9                            | 60                           | No va haver-hi semifinals   | No va haver-hi semifinals   |
| 1991 | Roma               | Atlantis 2000                 | «Dieser Traum darf niemals sterben»         | 18                           | 10                           | No va haver-hi semifinals   | No va haver-hi semifinals   |
| 1992 | Malmö              | Wind                          | «Träume sind für alle da»                   | 16                           | 27                           | No va haver-hi semifinals   | No va haver-hi semifinals   |
| 1993 | Millstreet         | Münchener Freiheit            | «Viel zu weit»                              | 18                           | 18                           | Kvalifikacija za Millstreet | Kvalifikacija za Millstreet |
| 1994 | Dublín             | Mekado                        | «Wir geben 'ne Party»'                      | 3                            | 128                          | No va haver-hi semifinals   | No va haver-hi semifinals   |
| 1995 | Dublín             | Stone & Stone                 | «Verliebt in Dich»                          | 23                           | 1                            | No va haver-hi semifinals   | No va haver-hi semifinals   |
| 1996 | Oslo               | Leon                          | «Blauer Planet»                             | No es va classificar         | No es va classificar         | 24                          | 24                          |
| 1997 | Dublín             | Bianca Shomburg               | «Zeit»                                      | 19                           | 22                           | No va haver-hi semifinals   | No va haver-hi semifinals   |
| 1998 | Birmingham         | Guildo Horn                   | «Guildo hat Euch lieb!»                     | 8                            | 74                           | No va haver-hi semifinals   | No va haver-hi semifinals   |
| 1999 | Jerusalem          | Sürpriz                       | «Reise nach Jerusalem - Kudüs'e seyahat»    | 3                            | 140                          | No va haver-hi semifinals   | No va haver-hi semifinals   |
| 2000 | Estocolm           | Stefan Raab                   | «Wadde hadde dudde da?»                     | 5                            | 96                           | No va haver-hi semifinals   | No va haver-hi semifinals   |
| 2001 | Copenhaguen        | Michelle                      | «Wer Liebe lebt»                            | 8                            | 66                           | No va haver-hi semifinals   | No va haver-hi semifinals   |
| 2002 | Tallinn            | Corinna May                   | «I Can't Live without Music»                | 21                           | 17                           | No va haver-hi semifinals   | No va haver-hi semifinals   |
| 2003 | Riga               | Lou                           | «Let's Get Happy»                           | 12                           | 53                           | No va haver-hi semifinals   | No va haver-hi semifinals   |
| 2004 | Istanbul           | Max                           | «Can't Wait Until Tonight»                  | 8                            | 93                           | Membre del Big 4            | Membre del Big 4            |
| 2005 | Kíev               | Gracia                        | «Run & Hide»                                | 24                           | 4                            | Membre del Big 4            | Membre del Big 4            |
| 2006 | Atenes             | Texas Lightning               | «No No Never»                               | 15                           | 36                           | Membre del Big 4            | Membre del Big 4            |
| 2007 | Hèlsinki           | Roger Cicero                  | «Frauen regier'n die Welt»                  | 19                           | 49                           | Membre del Big 4            | Membre del Big 4            |
| 2008 | Belgrad            | No Angels                     | «Disappear»                                 | 23                           | 14                           | Membre del Big 4            | Membre del Big 4            |
| 2009 | Moscou             | Alex Christensen i Oscar Loya | «Miss Kiss Kiss Bang»                       | 20                           | 35                           | Membre del Big 4            | Membre del Big 4            |
| 2010 | Oslo               | Lena Meyer-Landrut            | «Satellite»                                 | 1                            | 246                          | Membre del Big 4            | Membre del Big 4            |
| 2011 | Düsseldorf         | Lena Meyer-Landrut            | «Taken By a Stranger»                       | 10                           | 107                          | País amfitrió               | País amfitrió               |
| 2012 | Bakú               | Roman Lob                     | «Standing Still»                            | 8                            | 110                          | Membre del Big 5            | Membre del Big 5            |
| 2013 | Malmö              | Cascada                       | «Glorious»                                  | 21                           | 18                           | Membre del Big 5            | Membre del Big 5            |
| 2014 | Copenhaguen        | Elaiza                        | «Is it right»                               | 18                           | 39                           | Membre del Big 5            | Membre del Big 5            |
| 2015 | Viena              | Ann Sophie                    | «Black Smoke»                               | 27                           | 0                            | Membre del Big 5            | Membre del Big 5            |
| 2016 | Estocolm           | Jamie-Lee Kriewitz            | «Ghost»                                     | 26                           | 11                           | Membre del Big 5            | Membre del Big 5            |
| 2017 | Kíev               | Levina                        | «Perfect life»                              | 25                           | 6                            | Membre del Big 5            | Membre del Big 5            |
| 2018 | Lisboa             | Michael Schulte               | «You Let Me Walk Alone»                     | 4                            | 340                          | Membre del Big 5            | Membre del Big 5            |
| 2019 | Tel-Aviv           | S!sters                       | «Sister»                                    | 25                           | 24                           | Membre del Big 5            | Membre del Big 5            |
| 2020 | Rotterdam          | Ben Dolic                     | «Violent Thing»                             | Festival cancel·lat          | Festival cancel·lat          | Membre del Big 5            | Membre del Big 5            |
| 2021 | Rotterdam          | Jendrik Sigwart               | «I Don't Feel Hate»                         | 25                           | 3                            | Membre del Big 5            | Membre del Big 5            |
| 2022 | Torí               | Malik Harris                  | «Rockstars»                                 | 25                           | 6                            | Membre del Big 5            | Membre del Big 5            |
| 2023 | Liverpool          | Lord of the Lost              | «Blood & Glitter»                           | 26                           | 18                           | Membre del Big 5            | Membre del Big 5            |
| 2024 | Malmö              | Isaak                         | «Always on the Run»                         | 12                           | 117                          | Membre del Big 5            | Membre del Big 5            |
| 2025 | Basilea            | Abor & Tynna                  | «Baller»                                    | 15                           | 151                          | Membre del Big 5            | Membre del Big 5            |
| 2026 | Àustria            |                               |                                             |                              |                              | Membre del Big 5            | Membre del Big 5            |

## Festivals organitzats a Alemanya
Llegenda
| Edició                                | Ciutat seu         | Localització                              | Presentandors                             |
| ------------------------------------- | ------------------ | ----------------------------------------- | ----------------------------------------- |
| Festival de la Cançó d'Eurovisió 1957 | Frankfurt del Main | Großer Sendesaal des hessischen Rundfunks | Anaid Iplicjian                           |
| Festival de la Cançó d'Eurovisió 1983 | Múnic              | Rudi-Sedlmayer-Halle                      | Marlene Charell                           |
| Festival de la Cançó d'Eurovisió 2011 | Düsseldorf         | ESPRIT arena                              | Anke Engelke, Judith Rakers i Stefan Raab |

## Galeria d'imatges

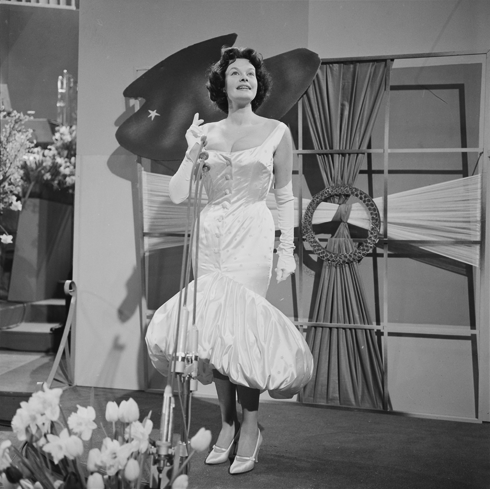
Margot Hielscher a Hilversum (1958)
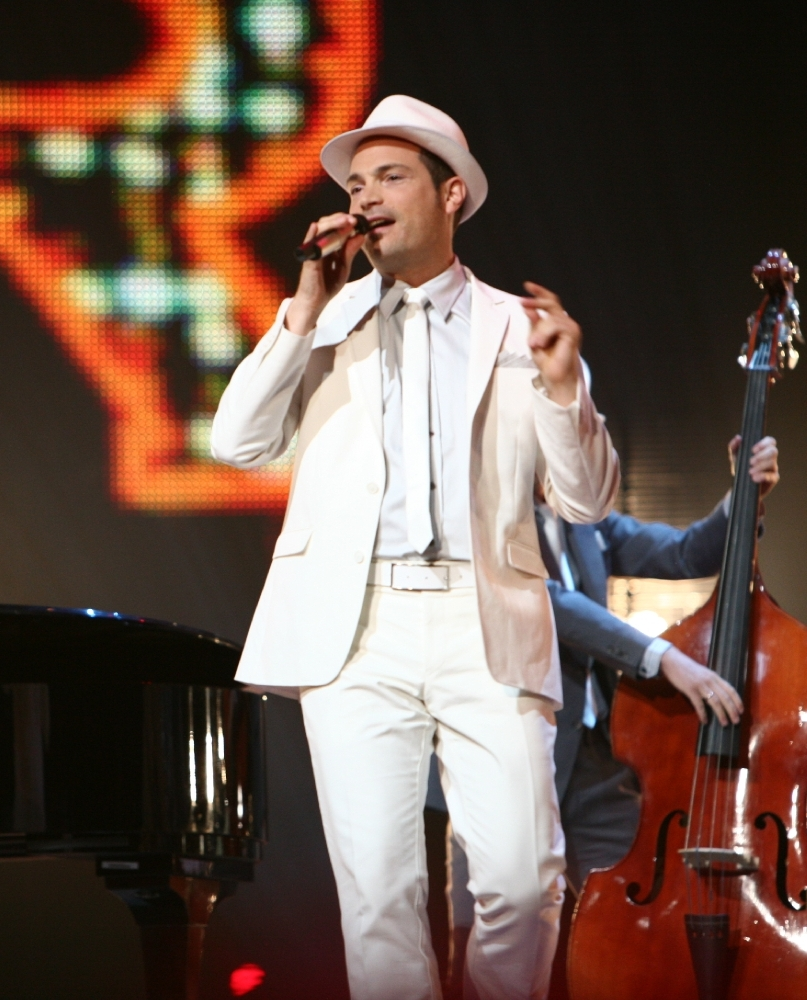
Roger Cicero a Hèlsinki (2007)
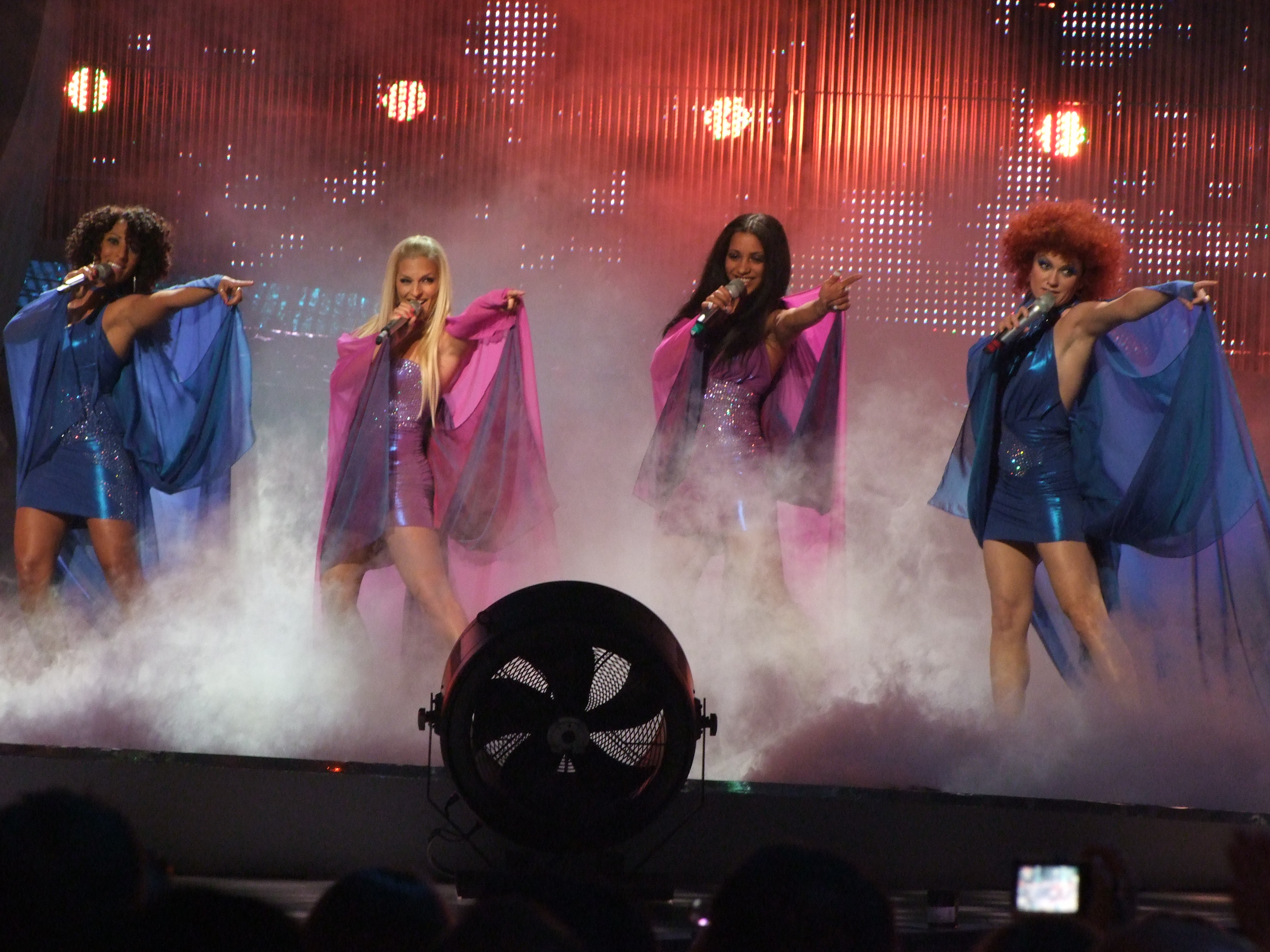
No Angels a Belgrad (2008)
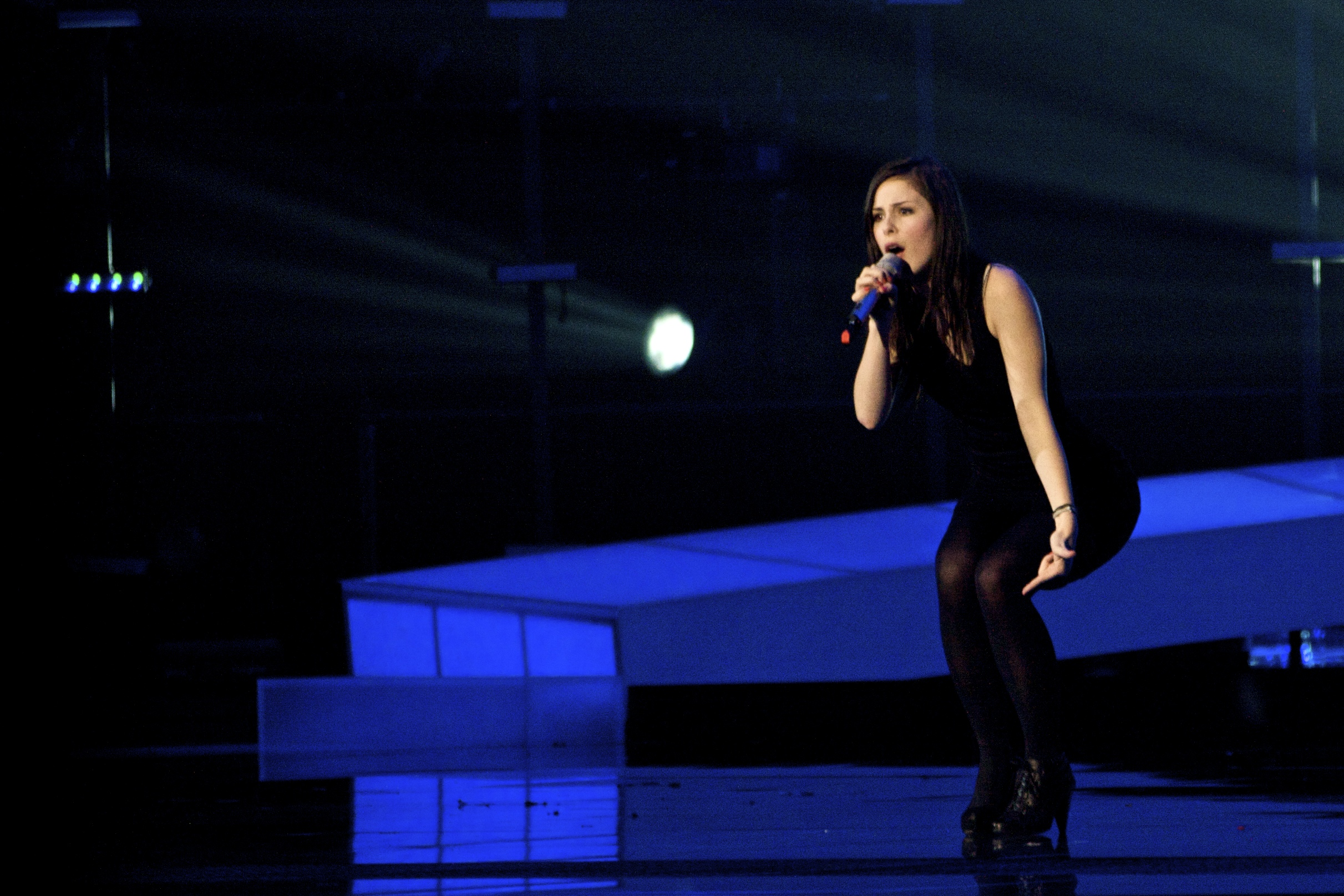
Lena a Oslo (2010)
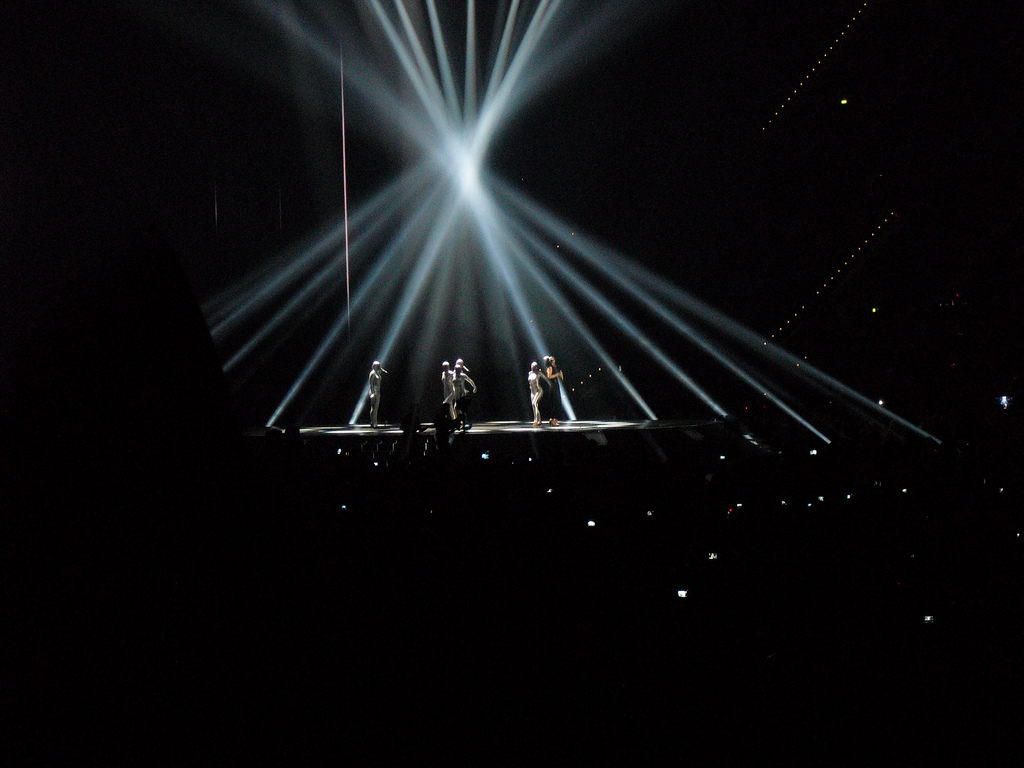
Lena a Düsseldorf (2011)
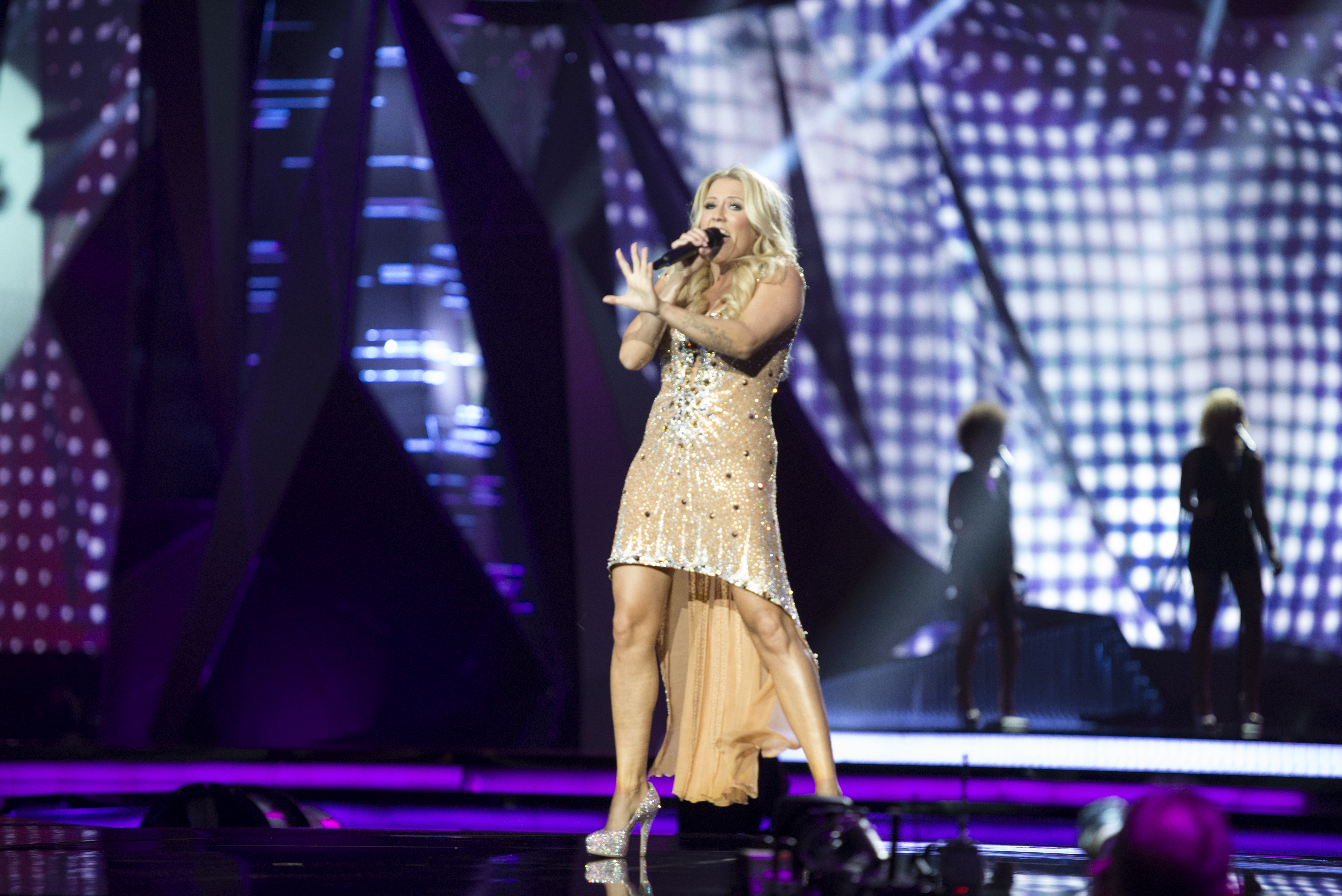
Cascada a Malmö (2013)
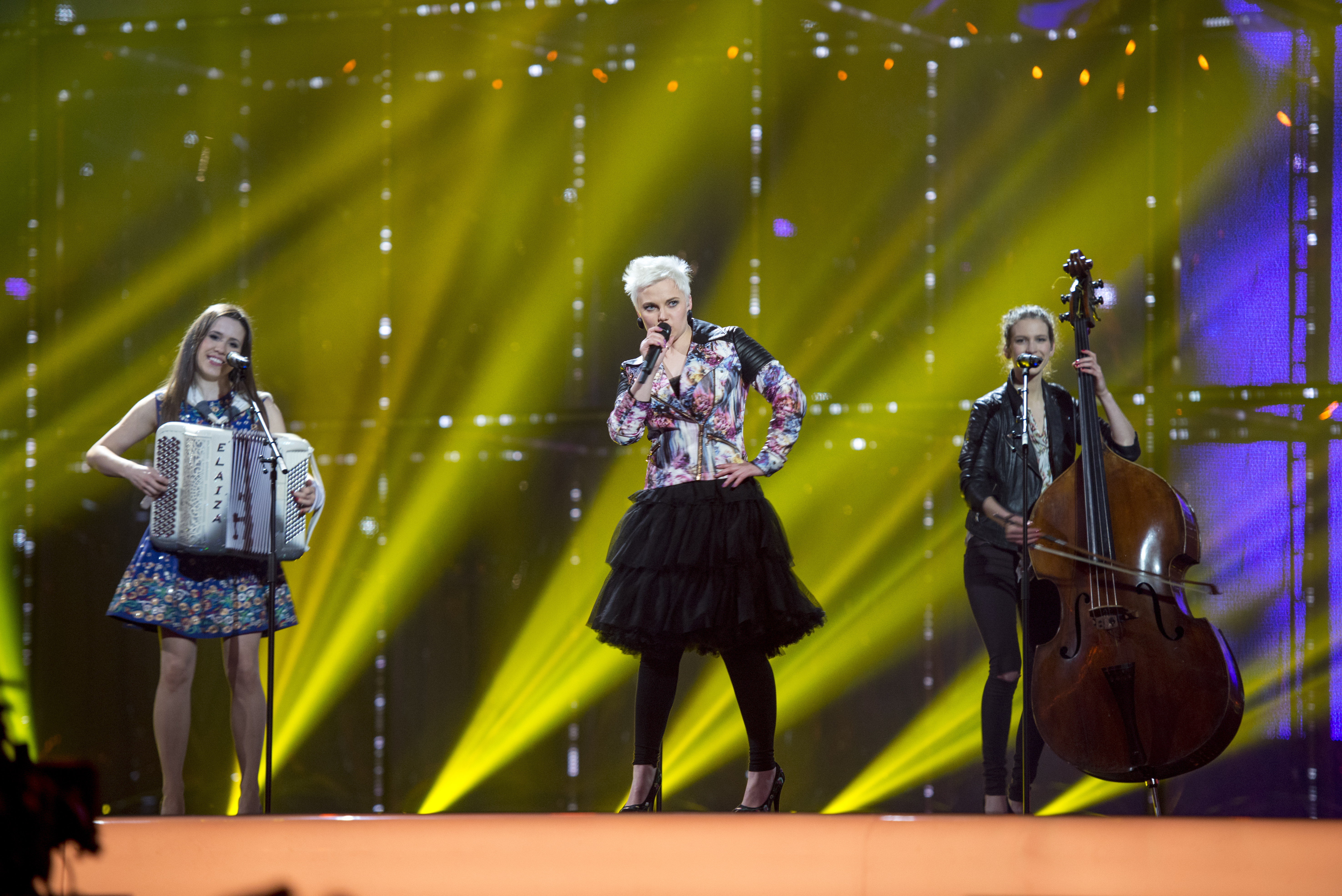
Elaiza a Copenhaguen (2014)
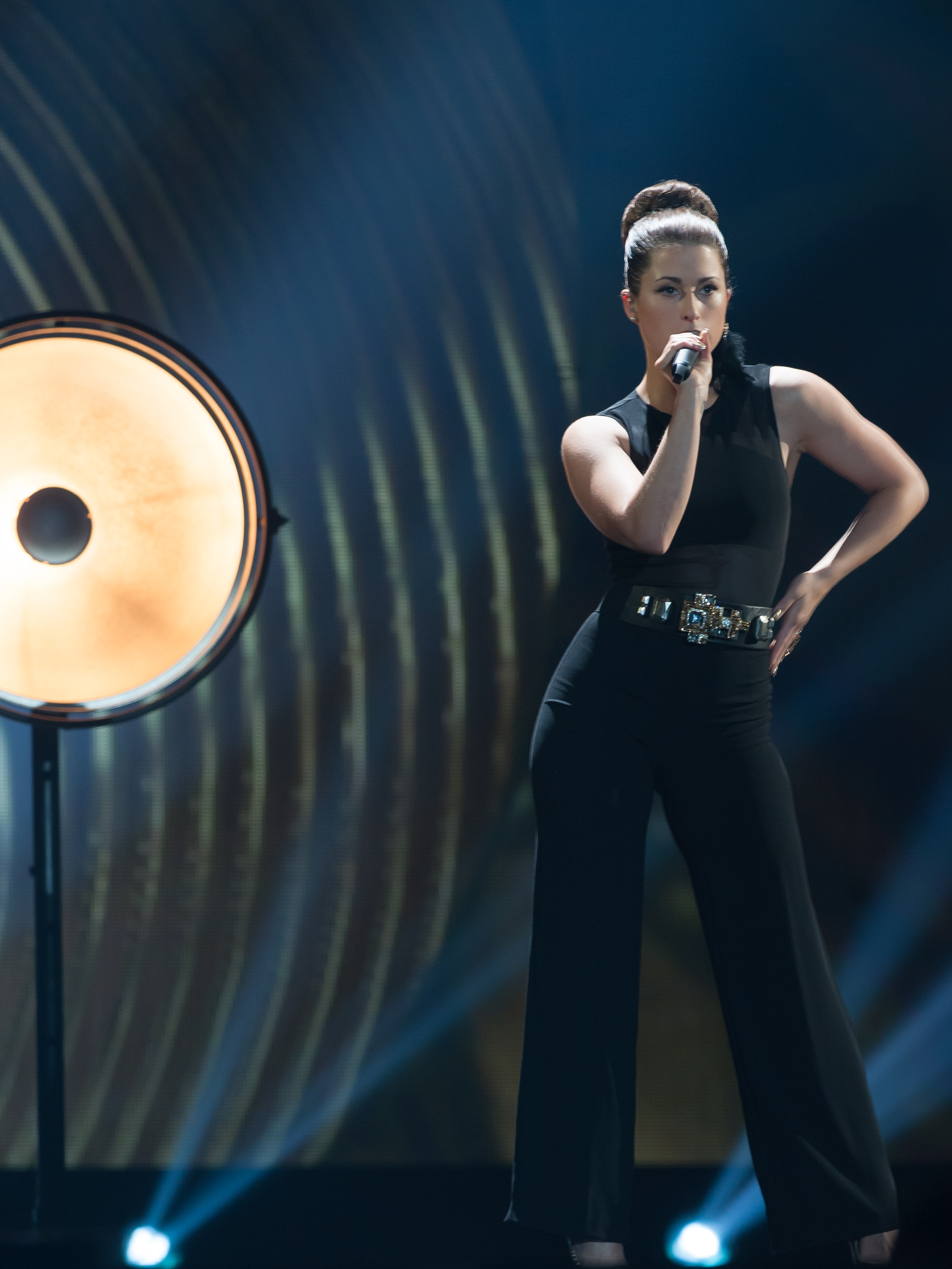
Ann Sophie a Viena (2015)
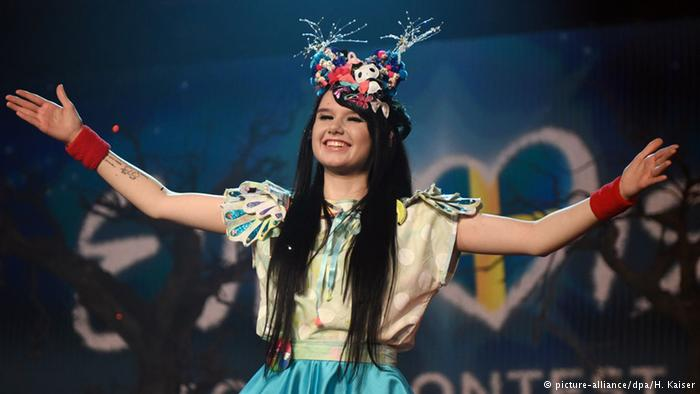
Jamie-Lee Kriewitz a Estocolm (2016)
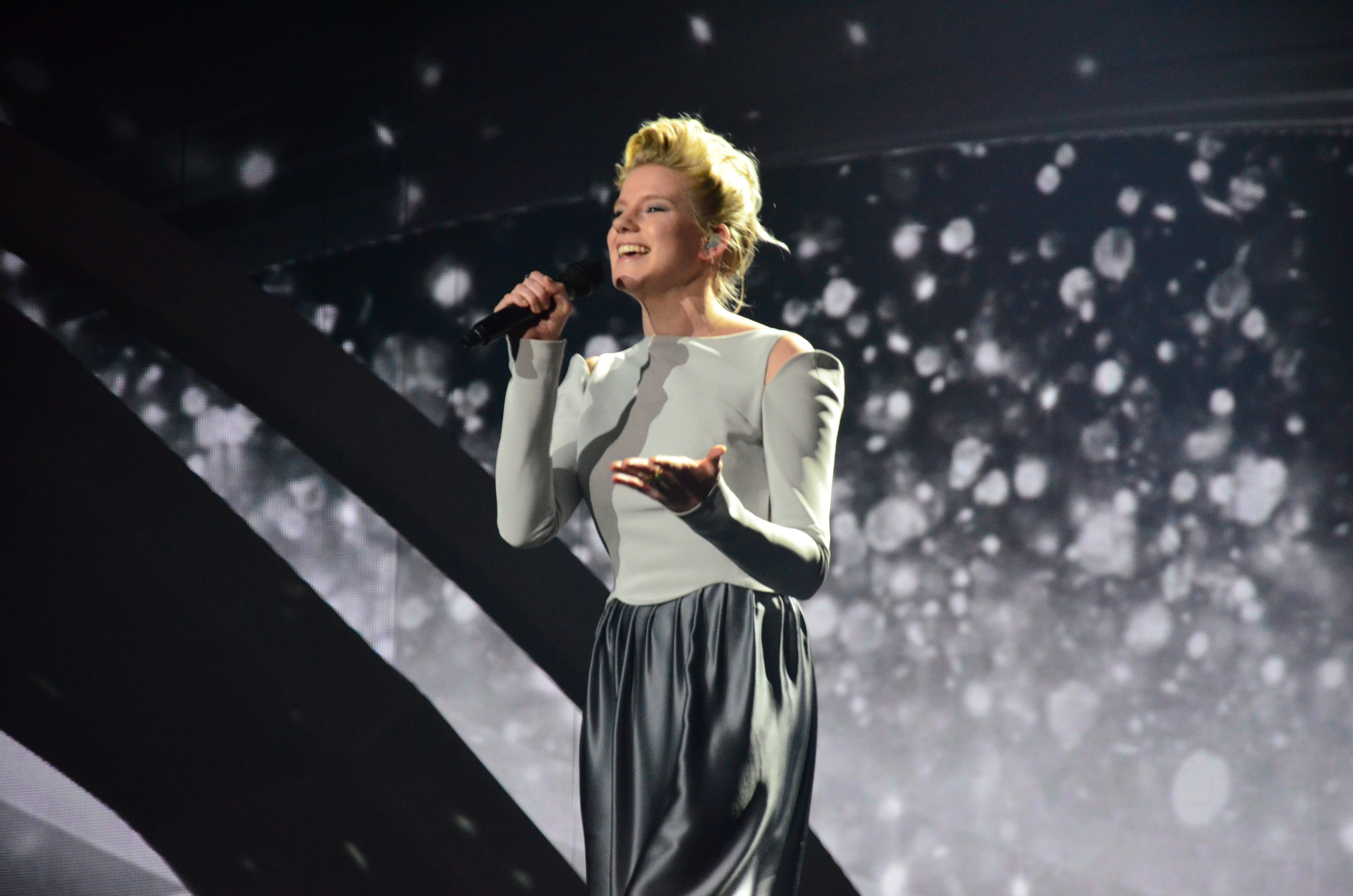
Levina a Kíev (2017)
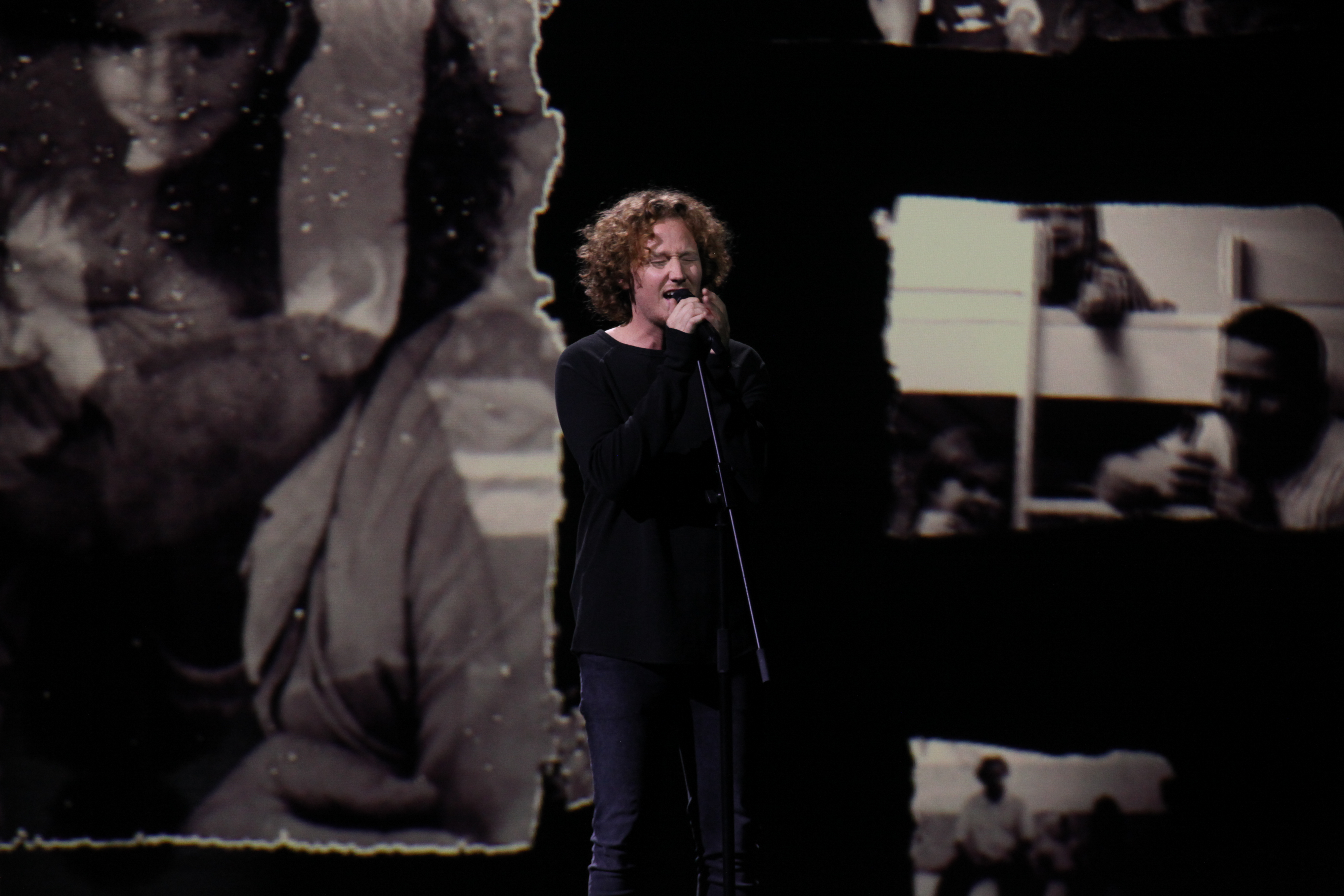
Michael Schulte a Lisboa (2018)
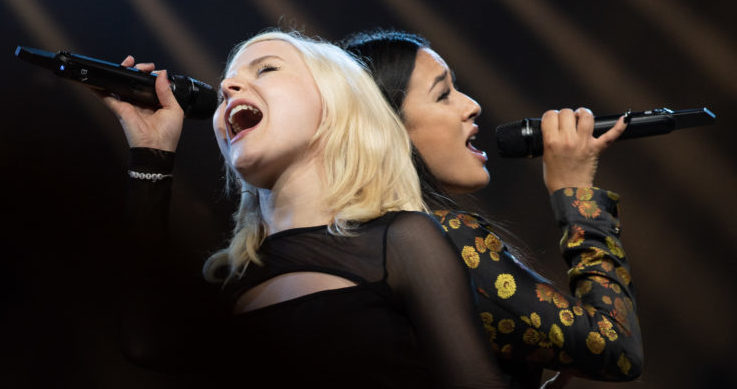
S!sters a Tel-Aviv (2019)